# Kelly Cup
Der Kelly Cup (ursprünglich Riley Cup) wird seit 1997 an den Sieger der Play-offs der ECHL verliehen. Benannt wurde die Trophäe nach Patrick J. Kelly, dem ersten Commissioner der ECHL, welcher maßgeblich zur Gründung der Liga beigetragen hatte.
Die 26 Zoll große und 27 Pfund schwere Trophäe wurde von Boardman Silversmiths, Inc. in Meriden im US-Bundesstaat Connecticut, geschaffen.

## Geschichte
Patrick Kelly war die ersten acht Jahre des Bestehens der Liga erfolgreich als Commissioner tätig; während dieser Zeit erlebte die ursprünglich mit lediglich fünf Teams gegründete Liga die größte Expansion einer Minor League in der Geschichte des Eishockeysports, als diese innert acht Jahren von fünf auf 21 teilnehmende Mannschaften anwuchs. Außerdem engagierte sich Kelly stark für die Zusammenarbeit der ECHL mit höherklassigen Ligen, insbesondere der National Hockey League. Dank seines Wirkens wurden zahlreiche ECHL-Franchises als Farmteams von den NHL-Teams installiert. Unter seiner Leitung wurden verbesserte Voraussetzungen für den beruflichen Aufstieg von Spielern, Offiziellen und Mitarbeitern der Liga geschaffen.
Kelly war bereits lange Jahre vor seinem Engagement in der ECHL stark im Eishockeysport engagiert gewesen; zunächst als aktiver Spieler, wo er als 17-Jähriger seine Karriere in der Ontario Junior Hockey League lancierte. Anschließend bestritt der auf der Position des Verteidigers agierende Akteur während rund 20 Jahren knapp 1000 Partien in diversen unterklassigen Minor Leagues, vorwiegend in der Eastern Hockey League. Im Anschluss war etwa ebenso lange als Trainer tätig und bekleidete außerdem zeitweise die Position des Cheftrainers bei den Colorado Rockies in der National Hockey League und den Birmingham Bulls in der World Hockey Association.
Kelly, der seit über 60 Jahren im Eishockeysport tätig ist, stand im Verlaufe seiner Karriere in insgesamt 1900 Spielen als Cheftrainer hinter der Bande. Insgesamt gewann er sechs Meisterschaften in der Funktion des Cheftrainers: 1968, 1969 und 1970 mit den Clinton Comets aus der Eastern Hockey League, 1975 und 1976 mit den Charlotte Checkers aus der Southern Hockey League und 1985 mit den Peoria Rivermen aus der International Hockey League.
In Anerkennung seines Lebenswerkes rund um den Eishockeysport wurde die ursprünglich von 1989 bis 1996 unter dem Namen Riley Cup vergebene Meistertrophäe umbenannt und seither als Kelly Cup vergeben. 2008 wurde er als zweites Mitglied nach Ligagründer Henry Brabham in die neugeschaffene ECHL Hall of Fame aufgenommen.
Außerdem zeichnet die ECHL jährlich den wertvollsten Spieler der Play-offs mit dem Kelly Cup Playoffs Most Valuable Player Award aus.

## Kelly-Cup-Gewinner
Bisher gewannen 20 verschiedene Franchises die ECHL-Meisterschaft, wobei die Allen Americans, Toledo Storm, Idaho Steelheads, Cincinnati Cyclones, Hampton Roads Admirals und die Colorado Eagles je zweifach sowie die Alaska Aces und South Carolina Stingrays dreifach erfolgreich waren. Rekordsieger mit vier Meisterschaften sind die Florida Everblades.
Erfolgreichste Cheftrainer der Ligahistorie sind John Brophy und Brad Ralph mit jeweils drei gewonnenen Meisterschaften. Brophy errang diese im Zeitraum von 1991 bis 1998 allesamt mit den Hampton Roads Admirals. Außerdem wurde ihm zu Ehren der jährliche verliehene John Brophy Award für den besten Cheftrainer der Liga geschaffen. Ralph stellte mit drei gewonnenen Meisterschaften im Zeitraum von 2022 bis 2024 einen Ligarekord auf.
Scott Burt, Jared Bednar und Patrick Wellar gewannen ebenfalls drei Mal die Meistertrophäe der ECHL. Während Burt und Wellar alle ihre Meisterschaften ausschließlich als aktive Spieler gewannen, war Bednar zwei Mal im Verlauf seiner Spielerkarriere und ein Mal als Cheftrainer erfolgreich.

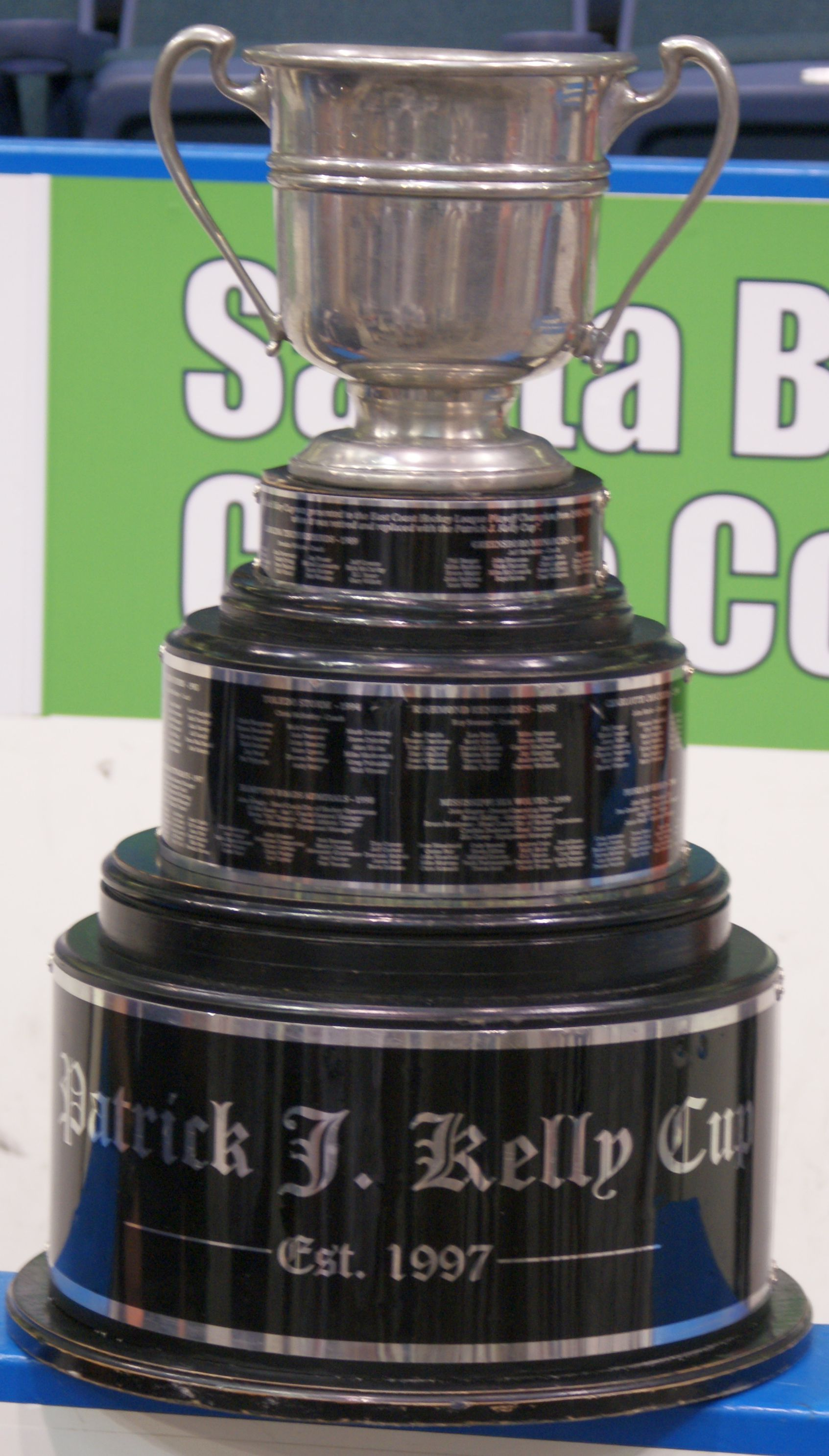
Kelly Cup

| Saison    | Gewinner                        | Serie              | Finalist                 | MVP                                   | Cheftrainer        |
| --------- | ------------------------------- | ------------------ | ------------------------ | ------------------------------------- | ------------------ |
| 2024/25   | Lions de Trois-Rivières         | 4–1                | Toledo Walleye           | Luke Cavallin                         | Ron Choules        |
| 2023/24   | Florida Everblades              | 4–1                | Kansas City Mavericks    | Oliver Chau                           | Brad Ralph         |
| 2022/23   | Florida Everblades              | 4–0                | Idaho Steelheads         | Cam Johnson                           | Brad Ralph         |
| 2021/22   | Florida Everblades              | 4–1                | Toledo Walleye           | Cam Johnson                           | Brad Ralph         |
| 2020/21   | Fort Wayne Komets               | 3–1                | South Carolina Stingrays | Stephen Harper                        | Ben Boudreau       |
| 2019/20   | Saison abgebrochen              | Saison abgebrochen | Saison abgebrochen       | Saison abgebrochen                    | Saison abgebrochen |
| 2018/19   | Newfoundland Growlers           | 4–2                | Toledo Walleye           | Zach O’Brien                          | John Snowden       |
| 2017/18   | Colorado Eagles                 | 4–3                | Florida Everblades       | Michael Joly                          | Aaron Schneekloth  |
| 2016/17   | Colorado Eagles                 | 4–0                | South Carolina Stingrays | Matt Register                         | Aaron Schneekloth  |
| 2015/16   | Allen Americans                 | 4–2                | Wheeling Nailers         | Chad Costello                         | Steve Martinson    |
| 2014/15   | Allen Americans                 | 4–3                | South Carolina Stingrays | Greger Hanson                         | Steve Martinson    |
| 2013/14   | Alaska Aces                     | 4–2                | Cincinnati Cyclones      | Rob Madore                            | Rob Murray         |
| 2012/13   | Reading Royals                  | 4–1                | Stockton Thunder         | Riley Gill                            | Larry Courville    |
| 2011/12   | Florida Everblades              | 4–1                | Las Vegas Wranglers      | John Muse                             | Greg Poss          |
| 2010/11   | Alaska Aces                     | 4–1                | Kalamazoo Wings          | Scott Howes                           | Brent Thompson     |
| 2009/10   | Cincinnati Cyclones             | 4–1                | Idaho Steelheads         | Robert Mayer / Jeremy Smith           | Chuck Weber        |
| 2008/09   | South Carolina Stingrays        | 4–3                | Alaska Aces              | James Reimer                          | Jared Bednar       |
| 2007/08   | Cincinnati Cyclones             | 4–2                | Las Vegas Wranglers      | Cédrick Desjardins                    | Chuck Weber        |
| 2006/07   | Idaho Steelheads                | 4–1                | Dayton Bombers           | Steve Silverthorn                     | Derek Laxdal       |
| 2005/06   | Alaska Aces                     | 4–1                | Gwinnett Gladiators      | Mike Scott                            | Davis Payne        |
| 2004/05   | Trenton Titans                  | 4–2                | Florida Everblades       | Leon Hayward                          | Mike Haviland      |
| 2003/04   | Idaho Steelheads                | 4–1                | Florida Everblades       | Dan Ellis                             | John Olver         |
| 2002/03   | Atlantic City Boardwalk Bullies | 4–1                | Columbia Inferno         | Kevin Colley                          | Mike Haviland      |
| 2001/02   | Greenville Grrrowl              | 4–0                | Dayton Bombers           | Simon Gamache / Tyrone Garner         | John Marks         |
| 2000/01   | South Carolina Stingrays        | 4–1                | Trenton Titans           | Dave Seitz                            | Rick Adduono       |
| 1999/2000 | Peoria Rivermen                 | 4–2                | Louisiana IceGators      | Jean-François Boutin / Jason Christie | Don Granato        |
| 1998/99   | Mississippi Sea Wolves          | 4–3                | Richmond Renegades       | Travis Scott                          | Bruce Boudreau     |
| 1997/98   | Hampton Roads Admirals          | 4–2                | Pensacola Ice Pilots     | Sébastien Charpentier                 | John Brophy        |
| 1996/97   | South Carolina Stingrays        | 4–1                | Louisiana IceGators      | Jason Fitzsimmons                     | Rick Vaive         |

## Riley-Cup-Gewinner

Jack Riley Cup

| Saison  | Gewinner               | Serie | Finalist                   | MVP                         | Cheftrainer       |
| ------- | ---------------------- | ----- | -------------------------- | --------------------------- | ----------------- |
| 1995/96 | Charlotte Checkers     | 4–0   | Jacksonville Lizard Kings  | Nick Vitucci                | John Marks        |
| 1994/95 | Richmond Renegades     | 4–1   | Greensboro Monarchs        | Blaine Moore                | Roy Sommer        |
| 1993/94 | Toledo Storm           | 4–1   | Raleigh IceCaps            | Dave Gagnon                 | Chris McSorley    |
| 1992/93 | Toledo Storm           | 4–2   | Wheeling Thunderbirds      | Rick Judson                 | Chris McSorley    |
| 1991/92 | Hampton Roads Admirals | 4–0   | Louisville Icehawks        | Mark Bernard                | John Brophy       |
| 1990/91 | Hampton Roads Admirals | 4–1   | Greensboro Monarchs        | Dave Flanagan / Dave Gagnon | John Brophy       |
| 1989/90 | Greensboro Monarchs    | 4–1   | Winston-Salem Thunderbirds | Wade Flaherty               | Jeff Brubaker     |
| 1988/89 | Carolina Thunderbirds  | 4–3   | Johnstown Chiefs           | Nick Vitucci                | [ 12 ] [ Anm. 1 ] |